# بروزنگ ماوه
بروزنگ ماوه (به لهستانی:  Brudzeń Mały) یک روستا در لهستان است که در گمینا بروزنگ دوژه واقع شده‌است. بروزنگ ماوه ۱۲۳ نفر جمعیت دارد.